# 吕諲
吕諲（712年—762年），蒲州河东（今山西永济）人，爵封须昌县开国伯，谥号肃，唐朝官员，唐肃宗年间拜相。史学家往往认为他后来担任地方官时比担任宰相更出色。

## 拜相前
吕諲生于唐玄宗登基前后的先天元年（712年），蒲州人氏，是春秋时期姜姓齐国的后裔。吕諲年少时有大志，好学，但家贫不能自给。同乡富人程楚宾被吕諲的才华打动，相信他将来能出人头地，把女儿嫁给了吕諲，并和儿子程震一起资助他，使他声誉日广，也得以在开元末年游历京城长安。
玄宗天宝（742年 - 756年）初年，吕諲中进士，调授宁陵尉。采访使韦陟欣赏吕諲的才华，署任他为支使。天宝十三载（754年）三月，陇右、河西节度使哥舒翰邀请吕諲任度支判官。累兼卫佐、太子通事舍人。在哥舒翰手下，吕諲谨慎而努力地工作，在当时就知道诸将的长处和短处。有时同僚们都出去游赏了，他还在官署复查文件。他的勤勉使哥舒翰更喜欢他了。累兼虞部员外郎、殿中侍御史。
十四载（755年），安禄山在范阳叛乱并迅速南进，攻陷唐朝东都洛阳，建立大燕。哥舒翰奉命前往潼关阻击，却在十六载（756年）战败，唐玄宗只得弃长安逃往成都。但太子李亨没有随驾，而是逃往灵武称帝，即唐肃宗，唐玄宗后来也予以认可。当哥舒翰战败时，吕諲仍在他帐下，至德元载（756年）七月也骑马西逃到灵武行在。在宦官中人尉朱光輝和李遵驟推荐下，肃宗召见了吕諲，欣赏他有才，超拜他为御史中丞，对他的进奏无不允准。吕諲与逃奔灵武的奉先令崔器关系好，引为御史中丞兼户部侍郎。二载（757年），肃宗移驾凤翔府，任吕諲为武部侍郎，允许他穿高官的金紫袍服。十月，肃宗收复长安、洛阳，设置三司使，以御史大夫兼京兆尹李岘、吕諲、崔器、刑部侍郎兼御史中丞韩择木、大理卿严向五人为之，处置投降大燕的原唐朝官员。吕諲又荐崔器为吏部侍郎、御史大夫。十二月，吕諲受命和时任礼部尚书李岘同为详理使，与崔器等官员一同负责处置陷燕罪臣。吕諲和崔器严厉，上言都应处死，肃宗几乎同意，而李岘比他们识大体，也较为仁慈，争执称“諲、器守文，不达大体”。最终肃宗从李岘议，对这些官员以六等定罪，保全了很多人，如因故宰相张说于肃宗有旧恩，其子燕中书令张均得免死。吕諲的严厉为自己招来了多人的鄙视。李岘也因此声誉高于吕諲、崔器。
吕諲为河陇判官时，善于看相的金梁凤也在河陇，对他说：“判官的骨相，应该做宰相。吃一大惊怖，就得。”大约乾元元年（758年），吕諲至驿站，责让驿长，笞打之。有驿吏是武将，性粗猛，持弓箭突入射吕諲两箭，几乎中其面，吕諲跳墙得免。报知金梁凤，金梁凤说：“这必是要入相了。”

## 拜相
乾元二年（759年）三月，吕諲在武部侍郎任上被授同中書門下平章事，为实质宰相，知门下省事，尽管他本人并未在门下省任职。这是肃宗重组政府工作的一部分，肃宗同时也任李岘、李揆、第五琦为相而罢免了原宰相苗晉卿、王璵。累加银青光禄大夫、东平男。李岘位望稍高，军国大事公卿不敢言，都独决于李岘，吕諲等因此不平怀恨。七月，吕諲荐时任太常卿的韦陟为礼部尚书、东京留守，判尚书省事，兼东京畿观察处置等使。同月，吕諲因丁母忧而去职，但十月即被起复原职，十二月，兼任度支使，代第五琦。封爵须昌县伯，任黃門侍郎。上元元年（760年）初，肃宗将吕諲的宰相衔升为同中書門下三品，赐门戟。有人对吕諲说不宜身着丧服接受如此吉庆之事，吕諲于是暂时褪去缞麻丧服，当中拜受，人们都笑他失礼。
吕諲拜相时，任岳父程楚宾为衛尉少卿，内兄弟程震為員外郎，更加招致了批评，他本人又和出纳诏命的宦官馬上言（或作马尚言）关系亲密。有人为了当蓝田尉而行贿马上言，吕諲在马上言要求下就补那人为蓝田尉。五月，事发，肃宗震怒，笞杀马上言，让其从官分食其肉。吕諲没有被杀，但被罢相，贬为太子李豫的宾客。

## 拜相后
七月，授吕諲荆州大都督府长史、兼御史大夫，充澧、朗、忠、硖五州节度观察处置等使。八月，他刚到荆州，便请求肃宗将军部江陵改成府并定为南都。九月，肃宗同意了，于是升江陵为江陵府，以吕諲为府尹。在吕諲要求下，他还派置永平军团练兵三千驻守江陵，以遏吴、蜀之冲，防当地发生叛乱。因吕諲称本镇无兵，在泌阳有兵的监察御史里行元结被进为水部员外郎，佐吕諲。吕諲又奏取有才者数十人总管牙兵，威惠两行。二年（761年）正月，奏请将岳、潭、衡、連、道、邵、永、郴和黔中的涪州共九州划给江陵府，增置永平军万人，获准。又从江陵府析置长宁县。
吕諲任相时与同僚李揆不合。二月，吕諲在荆州得到美誉后，李揆不快，担心他再入相，声称湖南不需要士兵，建议解散吕諲手下的军队，还派人来刺探吕諲的过错。吕諲上奏肃宗为自己辩解并弹劾李揆。最后李揆被罢相贬为袁州長史。
奏于灌阳县故城复置其县。
吕諲的前任荆州长史張惟一也是防御使，被属下司马陳希昂威胁。陈希昂是衡州蛮酋，有私军千人，把衡州当作自己的私人封地来管治。一次，他因和张惟一亲将牟遂金不和，率部卒闯入张惟一的官邸，要他下令处决牟遂金。张惟一出于恐惧下令处决了牟遂金，从此陈希昂掌控了荆州军政。吕諲到任后，先讨好陈希昂，上表荐举他去长安为侍御史，出为常州刺史、本州防御使，却在其行经江陵拜谒时伏兵突然将其袭杀，尽斩其部下数十人，积尸于府门。府中慑服，吕諲才奏其罪。吕諲自此得以控制江陵府。表大理司直严郢为判官。
当时又有妖人申泰芝以妖术谄事权势宦官李辅国，被任为道州军校。申泰芝为官腐败，向当地群蛮勒索财物。邻近的潭州刺史龐承鼎对他早有不满，趁他来潭州时将他拘押，起获赃物，上表弹劾。申、庞都被带到长安，李辅国不但撇清自己，还反诬庞承鼎，命吕諲调查。吕諲命判官、監察御史嚴郢调查后上疏为庞承鼎辩白，证实申泰芝有罪。但肃宗深受李辅国蛊惑，下令赐死庞承鼎，流放严郢到建州。吕諲坚决反对，不顾危险，虽没法帮到庞、严二人，却赢得了百姓的尊敬，其守正刚断不挠得到人们看重。最后，申泰芝罪行大白而伏诛，庞承鼎得以平反。
宝应元年（762年），肃宗召山南东道节度使来瑱赴京师，来瑱乐于在军部襄阳，也为将士所爱，就指使所部将吏上表留之，行到邓州，肃宗复令他还镇。吕諲、淮西节度使王仲昇及往来中使说：“来瑱曲收众心，恐久后难制。”于是肃宗割商、金、均、房四州另置观察使，以来瑱为邓州刺史，只领六个州。当时王仲昇被燕帝史朝义将谢钦让围攻数月，吕諲已久病，来瑱怀恨不救，三月，王仲昇兵败被俘。之前，二月，吕諲已卒，赠吏部尚書，谥肃。时严郢为度支员外郎，请谥以二字“忠肃”，太常博士独孤及坚议以“肃”字为当，获准。吕諲治理江陵三年，号为良守。起初郡人为他立生祠，吕諲死后一年多，江陵将吏合钱十万，于府西高爽干燥的地方大立祠宇，四时祠祷。元结作《吕公表》以示哀悼。《舆地碑记目》卷二《江陵府碑记》有《唐江陵尹吕諲庙碑》《唐江陵尹吕公表》，并注引《集古录》称是元结所撰。
《新唐书》如是评价吕諲：
“吕諲为相时，不称职。但到了荆州以后，号令明确，赋税合理。治理时崇尚威信，所以军士用命，全境没有盗贼，百姓也歌咏他。自至德（肃宗继位初的年号，756年 - 758年）以来的几十个地方官中，吕諲最有名声。他在世时荆州百姓就为他建了祠堂，他死后下属为他建了一个更大的。”
在荆州期间，吕諲了解到杜鴻漸和元载的才干，举荐他们，后来他们都成为宰相。其幕府还曾有时任尚书郎的源休等。吕諲去世当年五月，时任中书侍郎的元载即代其为度支使。元结后来作《举吕著作状》举荐吕諲时任秘书省著作郎的侄子吕季重时，称吕諲“立身无私，历官清俭，身殁之后，家无余财”。吕諲死后四年，有人提出给吕諲改谥号。

## 轶闻
- 《广异记》记载吕諲曾梦见被地府追魂见判官，判官说吕諲功业高，不能为地府所用。吕諲说自己母亲老，儿子小，家里无主，请求放过。这时阎王得知蒯适可以代替吕諲为地府做事，就放了吕諲。吕諲醒后，和同住的妻兄顾况说了这件事。数十日后，蒯适摄吴县丞，没有疾病，顾况因而数次戏笑吕諲。一个多月后，蒯适罢官，在吴郡积善里修房子，忽然有走卒冲入，说已故的丁仙芝要传他参见，蒯适请求让其他人代替，未果，得了病，数日后死了。

## 作品
- 《蓂荚赋（以呈瑞圣朝为韵）》
- 《霍山神传》

## 家庭

### 家世
- 六世祖：吕，河东太守
- 高祖：吕休，陕州副留、蒲台公
- 曾祖：吕徽，许州长社县丞
- 祖父：吕贵成，赠尚书左丞
- 父亲：吕藏元，赠鸿胪卿，开元二十四年六月四日（736年7月16日）卒，年六十八[47]
- 母亲：清河张氏，光州长史张策之女，以子贵封清河郡太夫人，乾元二年六月廿六日（759年7月24日）卒，年八十三。赠卫国太夫人
- 妻：程氏；顾氏，顾况妹

### 兄弟
- 兄：吕怀俊，赵王府谘议参军，约宝应二年闰正月前过世，有墓志铭
- 弟：吕仪，中大夫，蒲州司马

### 子孙
- 子：吕仁本，磁州司馬
  - 吕璜，太子通事舍人
    - 吕傆，吉昌令
    - 吕傪，左衛兵曹參軍
    - 吕俈，正平令
      - 吕伯禽，宣州司户参军
      - 吕时中，成武主簿
      - 吕绛，酇令

  - 吕琳，淄王府參軍
    - 吕伸，試萬州長史
      - 吕緄，道州司功參軍
      - 吕綱，奉禮郎
      - 吕紓，左內率府兵曹參軍
      - 吕綸，試嘉王府參軍
      - 吕紡
      - 吕縝，奉禮郎
      - 吕纓
      - 吕綜
- 子：吕春卿，尚舍奉御
- 子：吕夏卿
- 子：吕冬卿，伊闕令

- 侄：吕季重，歙州刺史
- 侄：吕季卿，循州刺史